# Tarco Air Cargo Services
La Tarco Air Cargo Services, conosciuta più comunemente con il nome di Tarco Marine, è una compagnia di navigazione sudanita, con sede legale a Dubai, attiva nel trasporto di merci e passeggeri nel Mar Rosso.
La compagnia è conosciuta principalmente per aver acquistato dalla compagnia di navigazione Corsica Ferries - Sardinia Ferries i traghetti Corsica Victoria (già Camomilla ed attuale Queen Rinas) nel 2023 ed il Corsica Marina Seconda (attuale Al Jabara) a fine 2024.

## Storia
La compagnia, branca marittima della compagnia aerea Tarco Air, nasce nel 2009 in seguito all'espansione della società nei porti, iniziando ad operare come spedizioniere nei porti arabi.
Ad inizio 2024 acquista il suo primo traghetto, il Camomilla, dalla compagnia di navigazione italo-albanese Flipper Lines,e lo ribattezza Queen Rinas.
Alla fine del 2024 la flotta si accresce con l'arrivo del traghetto Corsica Marina Seconda, salvato dalla demolizione pochi mesi prima della partenza, proveniente dalla compagnia di navigazione italiana Corsica Ferries - Sardinia Ferries.
Il 9 Gennaio 2025 il Corsica Marina Seconda è stato ufficialmente consegnato alla compagnia nel porto di Napoli, dalla quale viene ribattezzato Al Jabara e trasferito sotto bandiera di San Marino.
Il 20 marzo 2025 l'Al Jabara prende ufficialmente servizio per Tarco Marine sulla Jeddah-Suakin, affiancandosi al già presente compagno di flotta Queen Rinas.

## Flotta

### Attuale
| Tipo  | Traghetto   | Bandiera | Anno di costruzione | Anno di acquisizione | Stazza (t.s.l.) | Passeggeri | Auto | Metri lineari carico merci | Velocità in nodi | Stato                                         | Note                                                   | Immagine |
| Ferry | Queen Rinas |          | 1973                | 2024                 | 13.005          | 1790       | 480  | 600                        | 19               | In cantiere a Suez                            | Ex Corsica Victoria per Corsica Ferries                |          |
| Ferry | Al Jabara   | 1974     | 12.035              | 2024                 | 1200            | 479        | 790  | 18                         | In servizio      | Ex Corsica Marina Seconda per Corsica Ferries | Corsica Marina Seconda in arrivo a Livorno,estate 2024 |          |

## Rotte
La compagnia opera principalmente nel Mar Rosso nel settore del trasporto di merci, attrezzature agricole e mezzi pesanti come camion e mezzi da cantiere.

### Rotte passeggeri
| Nave                   | Linea         | Tempo | Frequenza   |
| ---------------------- | ------------- | ----- | ----------- |
| Queen Rinas/ Al Jabara | Jeddah-Suakin | 15h   | Giornaliera |